# ALDOA
ALDOA (англ. Aldolase, fructose-bisphosphate A) – білок, який кодується однойменним геном, розташованим у людей на короткому плечі 16-ї хромосоми. Довжина поліпептидного ланцюга білка становить 364 амінокислот, а молекулярна маса — 39 420.
| 10         |  | 20         |  | 30         |  | 40         |  | 50         |
| ---------- |  | ---------- |  | ---------- |  | ---------- |  | ---------- |
| MPYQYPALTP |  | EQKKELSDIA |  | HRIVAPGKGI |  | LAADESTGSI |  | AKRLQSIGTE |
| NTEENRRFYR |  | QLLLTADDRV |  | NPCIGGVILF |  | HETLYQKADD |  | GRPFPQVIKS |
| KGGVVGIKVD |  | KGVVPLAGTN |  | GETTTQGLDG |  | LSERCAQYKK |  | DGADFAKWRC |
| VLKIGEHTPS |  | ALAIMENANV |  | LARYASICQQ |  | NGIVPIVEPE |  | ILPDGDHDLK |
| RCQYVTEKVL |  | AAVYKALSDH |  | HIYLEGTLLK |  | PNMVTPGHAC |  | TQKFSHEEIA |
| MATVTALRRT |  | VPPAVTGITF |  | LSGGQSEEEA |  | SINLNAINKC |  | PLLKPWALTF |
| SYGRALQASA |  | LKAWGGKKEN |  | LKAAQEEYVK |  | RALANSLACQ |  | GKYTPSGQAG |
| AAASESLFVS |  | NHAY       |  |            |  |            |  |            |

A: Аланін

C: Цистеїн

D: Аспарагінова кислота

E: Глутамінова кислота

F: Фенілаланін

G: Гліцин

H: Гістидин

I: Ізолейцин

K: Лізин

L: Лейцин

M: Метіонін

N: Аспарагін

P: Пролін

Q: Глутамін

R: Аргінін

S: Серин

T: Треонін

V: Валін

W: Триптофан

Кодований геном білок за функцією належить до ліаз. 
Задіяний у такому біологічному процесі як гліколіз. 
Білок має сайт для зв'язування з шиффовими основами. 
Локалізований у цитоплазмі.